# Jokokuiet
Het mineraal jokokuiet is een gehydrateerd mangaan-sulfaat met de chemische formule Mn2+SO4·5(H2O).

## Eigenschappen
Het doorschijnend tot doorzichtig lichtroze jokokuiet heeft een glasglans, een witte streepkleur en het mineraal kent geen splijting. De gemiddelde dichtheid is 2,03 en de hardheid is 2,5. Het kristalstelsel is triklien en het mineraal is niet radioactief.

## Naamgeving
Het mineraal jokokuiet dankt zijn naam aan de eerste vindplaats; de Jokokumijn in Haminokuni, Hokkaido, Japan.

## Voorkomen
De typelocatie van jokokuiet is de Jokokumijn in Japan.